# Maccabi Tel Aviv B.C. 2020-2021
Questa voce raccoglie le informazioni riguardanti il Maccabi Tel Aviv B.C. nelle competizioni ufficiali della stagione 2020-2021.

## Stagione
La stagione 2020-2021 del Maccabi Tel Aviv B.C. è la 67ª nel massimo campionato israeliano di pallacanestro, la Ligat ha'Al.

## Roster
Aggiornato al 27 luglio 2020
| Maccabi FOX Tel Aviv 2020-21 | Maccabi FOX Tel Aviv 2020-21 |
| Giocatori                    | Staff tecnico                |
| ---------------------------- | ---------------------------- |

| N. | Naz.                                        | Ruolo | Nome                  | Anno | Alt.   | Peso   |  |
| -- | ------------------------------------------- | ----- | --------------------- | ---- | ------ | ------ |  |
| 0  | Stati Uniti (bandiera)                      | G     | Elijah Bryant         | 1995 | 196 cm | 95 kg  |  |
| 1  | Stati Uniti (bandiera) · Turchia (bandiera) | P     | Scottie Wilbekin      | 1993 | 188 cm | 80 kg  |  |
| 2  | Stati Uniti (bandiera) · Israele (bandiera) | AG    | T.J. Cline            | 1994 | 206 cm | 104 kg |  |
| 3  | Stati Uniti (bandiera)                      | P     | Chris Jones           | 1993 | 188 cm | 91 kg  |  |
| 4  | Stati Uniti (bandiera)                      | A     | Angelo Caloiaro       | 1989 | 203 cm | 102 kg |  |
| 5  | Stati Uniti (bandiera)                      | C     | Othello Hunter        | 1986 | 203 cm | 107 kg |  |
| 6  | Stati Uniti (bandiera) · Israele (bandiera) | GA    | Sandy Cohen           | 1995 | 198 cm | 91 kg  |  |
| 7  | Israele (bandiera)                          | AG    | Omri Casspi           | 1988 | 206 cm | 102 kg |  |
| 11 | Stati Uniti (bandiera) · Grecia (bandiera)  | G     | Tyler Dorsey          | 1996 | 196 cm | 83 kg  |  |
| 12 | Stati Uniti (bandiera) · Israele (bandiera) | PG    | John DiBartolomeo (C) | 1991 | 183 cm | 79 kg  |  |
| 14 | Israele (bandiera)                          | A     | Oz Blayzer            | 1992 | 199 cm | 101 kg |  |
| 17 | Croazia (bandiera)                          | AG    | Dragan Bender         | 1997 | 216 cm | 102 kg |  |
| 18 | Israele (bandiera)                          | GA    | Dori Sahar            | 2001 | 195 cm |        |  |
| 21 | Stati Uniti (bandiera) · Israele (bandiera) | G     | Max Heidegger         | 1997 | 190 cm | 82 kg  |  |
| 23 | Croazia (bandiera)                          | C     | Ante Žižić            | 1997 | 208 cm | 113 kg |  |
| 24 | Israele (bandiera)                          | G     | Eidan Alber           | 2000 | 193 cm | 87 kg  |  |
| 25 | Israele (bandiera)                          | C     | Yonathan Atias        | 2001 | 205 cm |        |  |
| 50 | Israele (bandiera)                          | GA    | Yovel Zoosman         | 1998 | 200 cm | 90 kg  |  |

| Allenatore |
| - Giannīs Sfairopoulos |
| Assistente/i |
| - Tim Fanning - Vasilīs Geragotellis - Noam Levi - Veljko Perović Legenda - (C) Capitano - (IN) Inattivo - Infortunato Roster |

## Mercato

### Sessione estiva
| Acquisti | Acquisti      | Acquisti            | Acquisti   | Acquisti |
| R.       | Nome          | da                  | Modalità   |          |
| -------- | ------------- | ------------------- | ---------- | -------- |
| A        | Oz Blayzer    | Mac. Rishon LeZion  | svincolato |          |
| G        | Chris Jones   | Bursaspor           | svincolato |          |
| G        | Eidan Alber   | Ironi Nes Ziona     | svincolato |          |
| C        | Ante Žižić    | Cleveland Cavaliers | svincolato |          |
| G        | Max Heidegger | UCSB Gauchos        | svincolato |          |
| AG       | Dragan Bender | Free agent          | svincolato |          |

| Cessioni | Cessioni            | Cessioni      | Cessioni       | Cessioni |
| R.       | Nome                | a             | Modalità       |          |
| -------- | ------------------- | ------------- | -------------- | -------- |
| AG       | Jake Cohen          | Obradoiro     | fine contratto |          |
| GA       | Deni Avdija         | Wash. Wizards | rescissione    |          |
| AC       | Quincy Acy          | Free agent    | fine contratto |          |
| G        | Frédéric Bourdillon | Free agent    | fine contratto |          |
| C        | Amar'e Stoudemire   |               | ritirato       |          |

### Dopo l'inizio della stagione
| Acquisti | Acquisti   | Acquisti | Acquisti        | Acquisti   |
| R.       | Nome       | da       | Data            | Modalità   |
| -------- | ---------- | -------- | --------------- | ---------- |
| AG       | T.J. Cline | Brescia  | 24 gennaio 2021 | definitivo |

| Cessioni | Cessioni      | Cessioni        | Cessioni        | Cessioni    |
| R.       | Nome          | a               | Data            | Modalità    |
| -------- | ------------- | --------------- | --------------- | ----------- |
| P        | Max Heidegger | Bnei Herzliya   | 5 dicembre 2020 | prestito    |
| G        | Elijah Bryant | Milwaukee Bucks | 10 maggio 2021  | rescissione |